# Anne Birch
Anne Birch (* 19. Mai 1945 in Nørresundby; † 9. August 1985 in Frederiksberg) war eine dänische Schauspielerin.

## Leben und Wirken
Anne Birch war die Tochter des Lehrers Henning Jørgen Birch (1917–1977) und seiner Frau Betty Pedersen (1916–?). Sie wuchs in Nørresundby auf.
Sie absolvierte ihre Schauspielausbildung von 1967 bis 1970 an der Staatlichen Theaterschule in Kopenhagen. Ihr Bühnendebüt als Darstellerin hatte sie im Jahr 1971 am Odense Teater. Sie stand in zahlreichen Theaterstücken, Kabarett-Programmen, Varieté-Shows und Musicals auf der Bühne, so auch am Königlichen Theater Kopenhagen, am Aarhus Teater oder am Det Ny-Theater. Sie stand von 1974 bis zu ihrem Tod in etwas mehr als 10 Film- und Fernsehproduktionen als Schauspielerin vor der Kamera, so unter anderem auch in der beliebten Serie Oh, diese Mieter!.
Sie war einige Jahre lang mit dem Schauspieler Henning Jensen liiert. Sie hatten keine Kinder. 
Anne Birch starb am 9. August 1985 im Alter von nur 40 Jahren. Ihre Grabstätte befindet sich auf dem Frederiksberg Ældre-Kirkegård.

## Filmografie (Auswahl)
- 1974: Den meget talende barber
- 1976: Gangsterens lærling, auch The Gangster's Apprentice
- 1977: Havoc
- 1985: Elise